# Бог грому (Японія)

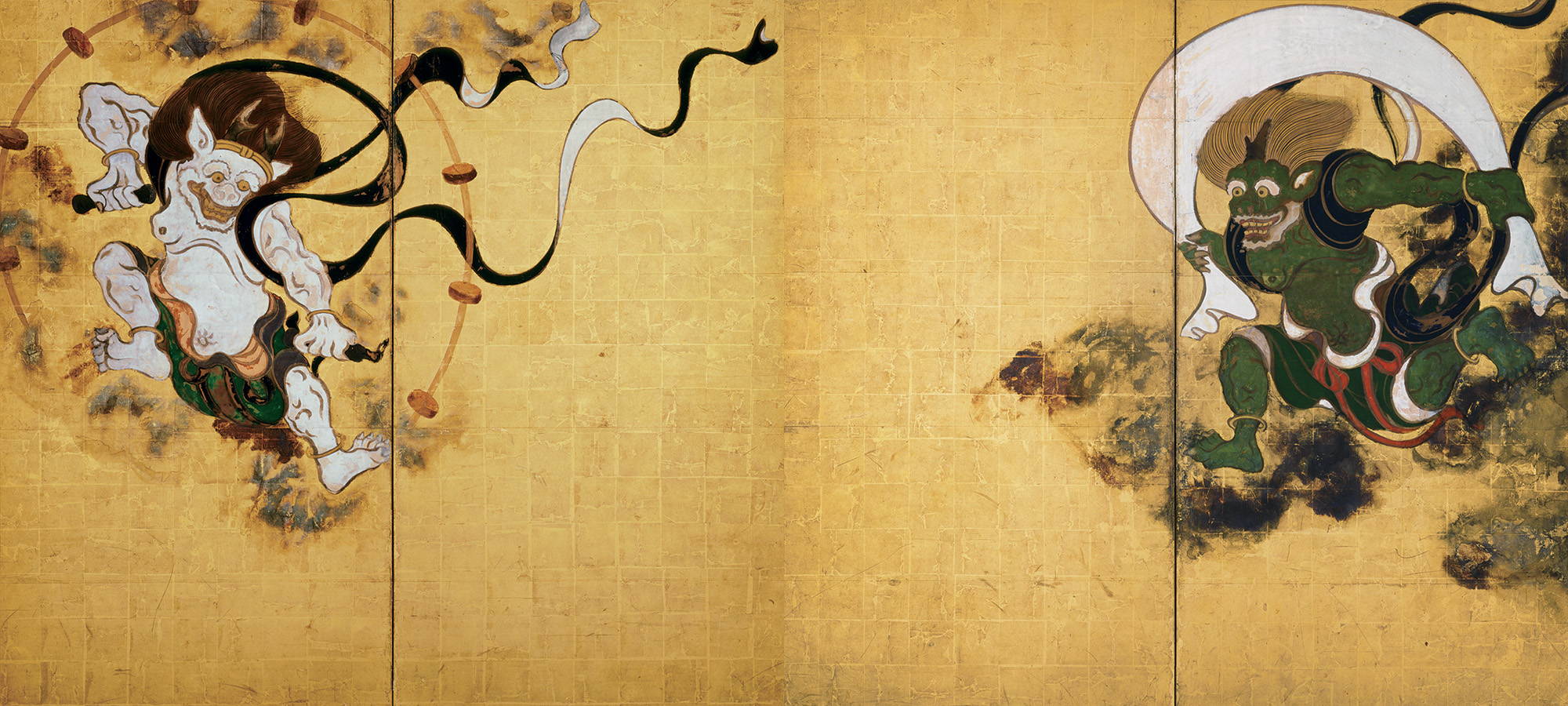
«Бог вітру, бог грому». (ширма, 17 століття, Таварая Сотацу. Божество вітру зображене ліворуч)

Бог грому (яп. 雷神, райдзін) — божество грому в синтоїзмі.
Інші імена:
- Пан Грім (яп. 雷様, камінарі сама)
- Пан Громоблискавака (яп. 雷電樣, райден-сама')
- Бог-Громовержець ((яп. 鳴神, нарукамі)
- Князь грому (яп. 雷公, рай-ко)

Зазвичай, в народних переказах та легендах виступає божество грому разом із божеством вітру.
На ширмі Таварая Сотацу 17 століття бог грому зображений як рогатий демон у настегновій пов'язці з тигрової шкіри, що б'є у священний барабан, викликаючи гуркіт грому.

## У сучасному мистецтві
- Фудзін та Райдзін зустрічаються в аніме та манзі Gantz як прибульці.